# Liste der Flaggen im Landkreis Esslingen
Diese Liste beinhaltet alle Flaggen im Landkreis Esslingen in Baden-Württemberg, inklusive historischer Flaggen.
In Baden-Württemberg werden zweibahnige Flaggen verliehen, deren Farben den Wappenfarben entsprechen. Dabei wird oft als erste Farbe der Flagge (links vom Betrachter) die Farbe der Wappenfigur und als zweite Farbe die des Wappengrundes genommen. Flaggen, die vor Inkrafttreten der deutschen Gemeindeordnung 1935 geführt wurden, dürfen beibehalten werden, auch wenn diese nicht den heutigen Bestimmungen in Baden-Württemberg entsprechen.

## Landkreis Esslingen
| Landkreis           | Flagge | Kommentare |
| Landkreis Esslingen |        | Wappen am 13. August 1975 vom Innenministerium verliehen: „In Gold (Gelb) über von Schwarz und Gold (Gelb) gerautetem (gewecktem) Schildfuß ein rot bewehrter und rot bezungter schwarzer Adler, belegt mit einem goldenen (gelben) Hifthorn an goldener (gelber) Fessel.“ Flagge: Schwarz-Gelb. |

## Flaggen der Städte im Landkreis Esslingen
| Stadt                   | Flagge | Kommentare |
| Aichtal                 |        | Heutiges Wappen von der alten Stadt Grötzingen nachweisbar seit 1535 geführt. Wappen und Flagge am 4. Dezember 1978 vom Landratsamt verliehen: „Unter goldenem (gelbem) Schildhaupt, darin eine schwarze Hirschstange, fünfmal von Grün und Gold (Gelb) geteilt.“ Flagge: Grün-Gelb. |
| Esslingen am Neckar     |        | Reichsadler im ältesten nachweisbaren Siegelabdruck aus 1232. Brustschild erscheint seit dem 15. Jahrhundert, zuerst in den Farben Grün und Braun, seit 1600 in den Farben Grün und Rot. Auf dem Brustschild erscheinen seit dem 17. Jahrhundert die Buchstaben "CE". Flaggenfarben seit 1601 in Gebrauch: „In Gold (Gelb) ein rot bewehrter schwarzer Adler mit einem von Grün und Rot gespaltenen Brustschild, darin die schwarzen Großbuchstaben С und E.“ Flagge: Grün-Rot. |
| Filderstadt             |        | Wappen und Flagge am 10. August 1977 vom Regierungspräsidium verliehen: „Von Gold (Gelb) und Grün fünfmal geteilt.“ Flagge: Gelb-Grün. |
| Kirchheim unter Teck    |        | Seit 1295 belegte Siegel zeigten vorne das Kirchheimer Kreuz, hinten die teckschen Rauten. Rauten wurden 1306 durch österreichischen Balken ersetzt. 1325 wurde hinteres Feld durch württembergische Hirschstange im Schildhaupt ersetzt. Wappenfarben seit 1535, Flaggenfarben seit 1902 belegt: „Unter goldenem (gelbem) Schildhaupt, darin eine schwarze Hirschstange, in Blau ein mit Kesselrinken besetztes silbernes (weißes) Kreuz (Kirchenspange).“ Flagge: Gelb-Blau.  |
| Leinfelden-Echterdingen |        | Wappen und Flagge am 22. März 1978 vom Regierungspräsidium verliehen: „In Gold (Gelb) ein blauer Ring, darin eine blaue Leiste, von der oben ein blauer Stab ausgeht (Sester).“ Flagge: Blau-Gelb. |
| Neuffen                 |        | Seit dem späten 14. Jahrhundert sind im Wappen die drei Hifthörner aus dem Wappen der Herren von Neuffen nachgewiesen. Wappenfarben seit 1535 belegt. Flagge am 22. November 1966 vom Innenministerium verliehen: „In Gold (Gelb) übereinander drei mit dem Mundstück nach links gekehrte schwarze Hifthörner mit goldenen (gelben) Beschlägen und schwarzen Fesseln.“ Flagge: Schwarz-Gelb.                                                                                    |
| Nürtingen               |        | Horn mit Raute seit 1343 im Siegel, Hirschstange erscheint nach 1500. Wappenfarben seit 1535 belegt: „In Gold (Gelb) unter einer liegenden schwarzen Hirschstange ein mit dem Mundstück nach links weisendes rotes Hifthorn mit schwarzer Fessel, darunter eine blaue Raute.“ Flagge: Blau-Gelb. |
| Ostfildern              |        | Wappen und Flagge am 23. November 1976 vom Regierungspräsidium verliehen: „In von Silber (Weiß) und Rot geviertem Schild ein vierspeichiges, achtschaufliges, in den silbernen (weißen) Feldern grün und in den roten Feldern golden (gelb) tingiertes Mühlrad.“ Flagge: Grün-Weiß. |
| Owen                    |        | Seit der Wende vom 14. zum 15. Jahrhundert ist die Initiale O als Wappenfigur in Siegeln belegt. Älteste Wappendarstellung stammt aus 1535. Württembergische Hirschstange erscheint in Siegeln seit dem späten 17. Jahrhundert über dem O, entfiel im Jahre 1950. Flagge am 11. Juli 1973 vom Innenministerium verliehen: „In Silber (Weiß) der schwarze Buchstabe O.“ Flagge: Schwarz-Weiß.                                                                                    |
| Plochingen              |        | Wappen im Jahre 1931 angenommen: „Von Blau und Gold (Gelb) fünfmal schräglinks geteilt.“ Flagge: Blau-Gelb. |
| Weilheim an der Teck    |        | Seit 1360 belegte Siegelabdrücke zeigen Schlüssel als Attribut des Kirchenpatrons St. Peter. Blauer Schlüssel auf silbernem Schild 1535 nachgewiesen. Von 1535 an wird der Schlüssel von württembergischer Hirschstange überdeckt. Hirschstange seit 1639 im Schildhaupt: „Unter goldenem (gelbem) Schildhaupt, darin eine schwarze Hirschstange, in Silber (Weiß) ein aufrechter blauer Schlüssel (Bart oben rechts).“ Flagge: Weiß-Blau.                                      |
| Wendlingen am Neckar    |        | Wappen und Flagge am 30. Juli 1965 vom Innenministerium verliehen: „In geteiltem Schild oben in Blau eine goldene (gelbe) Winde (Wendel), unten in Silber (Weiß) ein schwarzer Schräglinksbalken, belegt mit drei goldenen (gelben) Kugeln.“ Flagge: Gelb-Blau. |
| Wernau (Neckar)         |        | Wappen am 17. November 1938 vom Reichsstatthalter in Württemberg, Flagge am 26. Oktober 1966 vom Innenministerium verliehen: „In Silber (Weiß) ein schwarzer Schrägbalken, belegt mit drei goldenen (gelben) Kugeln.“ Flagge: Schwarz-Weiß. |

## Flaggen der Gemeinden im Landkreis Esslingen
| Gemeinde                  | Flagge | Kommentare |
| Aichwald                  |        | Wappen und Flagge am 5. September 1977 vom Landratsamt Esslingen verliehen: „In Blau ein goldener (gelber) Schrägbalken, darüber eine steigende goldene (gelbe) Eichel, darunter das goldene (gelbe) Fleckenzeichen von Aichschieß (stilisierte Armbrust).“ Flagge: Gelb-Blau. |
| Altbach                   |        | Schultheißenamtssiegel im Jahre 1930 zeigte Wappen des Ortsadelsgeschlechts mit Schräglinksbalken, Wappen später berichtigt. Flagge am 15. März 1954 von der Landesregierung verliehen: „In Rot ein aufwärts gebogener silberner (weißer) Schrägbalken.“ Flagge: Weiß-Rot. |
| Altdorf                   |        | Wappen im Jahre 1930 angenommen. Flagge am 11. Juli 1973 vom Innenministerium verliehen: „Unter goldenem (gelbem) Schildhaupt, darin eine schwarze Hirschstange, in Blau eine schräg gestürzte silberne (weiße) Pflugschar.“ Flagge: Weiß-Blau. |
| Altenriet                 |        | Wappen seit dem Jahre 1931 geführt. Flagge am 31. August 1973 vom Innenministerium verliehen: „Unter blauem Schildhaupt, darin zwei gestürzte goldene (gelbe) Brezeln, in Gold (Gelb) ein aufspringender, rot bezungter schwarzer Bracke (Jagdhund).“ Flagge: Blau-Gelb. |
| Baltmannsweiler           |        | Wappen und Flagge am 22. Oktober 1979 vom Landratsamt Esslingen verliehen: „Unter silbernem (weißem) Schildhaupt, darin drei gestaffelt durchgehende blaue Berge nebeneinander, in Gold (Gelb) eine blaue Scheibe, belegt mit einem silbernen (weißen) Leistenkreuz, unten anhängend ein blauer Haken.“ Flagge: Gelb-Blau. |
| Bempflingen               |        | Wappen und Flagge am 10. August 1957 vom Innenministerium verliehen: „Unter einem doppelreihig von Silber (Weiß) und Schwarz geschachten Schildhaupt in Blau ein silberner (weißer) Schrägbalken, belegt mit drei roten Pfeilspitzen.“ Flagge: Rot-Weiß. |
| Beuren                    |        | Wappen im Jahre 1930 festgelegt. Flagge am 11. Juli 1973 vom Innenministerium verliehen: „In Gold (Gelb) ein schwarzer Bockskopf.“ Flagge: Blau-Gelb. |
| Bissingen an der Teck     |        | Siegel zeigten seit dem 19. Jahrhundert die Burg Teck. Wappen und Flagge am 17. März 1975 vom Innenministerium verliehen: „In Rot auf grünem Berg eine eintürmige silberne (weiße) Burg (Turm mit Kegeldach links).“ Flagge: Weiß-Rot. |
| Deizisau                  |        | Entenfuß seit dem 19. Jahrhundert als Fleckenzeichen belegt, Gemeindesiegel zeigten ihn im Wappenschild. Dreilatzige Fahne befand sich auf Marksteinen und wurde auf Empfehlung der Archivdirektion Stuttgart vom Jahre 1930 in das Wappen aufgenommen. Flagge am 12. September 1955 von der Landesregierung verliehen: „In gespaltenem Schild vorne in Gold (Gelb) eine dreilatzige rote Fahne, hinten in Rot ein goldener (gelber) Entenfuß.“ Flagge: Rot-Gelb.                                           |
| Denkendorf                |        | Wappenfiguren gegen Ende des 19. Jahrhunderts, Tinkturen im Jahre 1964 festgelegt. Wappen und Flagge am 21. Juni 1965 verliehen: „In Blau ein goldenes (gelbes) Patriarchen-Hochkreuz zwischen den beiden goldenen (gelben) Großbuchstaben D.“ Flagge: Gelb-Blau. |
| Dettingen unter Teck      |        | Großbuchstabe D seit dem 16. Jahrhundert in Siegeln als Wappenfigur belegt, württembergischen Hirschstange im 17. Jahrhundert hinzugekommen. Wappen im Jahre 1936 festgelegt, mit Flagge am 15. August 1977 vom Landratsamt Esslingen verliehen: „Unter goldenem (gelbem) Schildhaupt, darin eine schwarze Hirschstange, in Blau der goldene (gelbe) lateinische Großbuchstabe D.“ Flagge: Gelb-Blau. |
| Erkenbrechtsweiler        |        | Württembergische Hirschstange unter Friedrichsfelsen und dahinter aufgehender Sonne am 20. Februar 1919 als Stempelbild festgelegt. Wappen am 20. September 1954 von der Landesregierung, Flagge am 13. Oktober 1973 vom Innenministerium verliehen: „Auf goldenem (gelbem) Schildfuß, darin eine schwarze Hirschstange, in Gold (Gelb) ein grüner Berg mit silberner (weißer) Felsspitze, aus der eine rote Sonne mit elf abwechselnd geflammten und geraden roten Strahlen aufsteigt.“ Flagge: Grün-Gelb. |
| Frickenhausen             |        | Älteres Fleckenzeichen vor 1930 zeitweilig, seither ständig in Siegeln geführt. Wappenfarben im Jahre 1951 festgelegt. Wappen und Flagge am 16. August 1973 vom Innenministerium verliehen: „In Silber (Weiß) ein schwarzes Fleckenzeichen in Form eines spitzen Hakens, dessen Schaft oben in ein vierspeichiges Rädchen ausläuft.“ Flagge: Schwarz-Weiß. |
| Großbettlingen            |        | Drei Linden seit 1694 in Siegeln nachweisbar. Wappenfarben im Jahre 1951 festgelegt. Wappen am 18. Februar 1952 von der Landesregierung, Flagge am 17. Januar 1968 vom Innenministerium verliehen: „In Silber (Weiß) auf grünem Schildfuß eine große zwischen zwei kleinen grünen Linden.“ Flagge: Grün-Weiß. |
| Hochdorf                  |        | Drei grüne Linden auf silbernem Boden am 19. Dezember 1930 festgelegt, Dreiberg im Jahre 1966 hinzugekommen. Flagge am 26. Oktober 1966 vom Innenministerium verliehen: „In Silber (Weiß) auf grünem Dreiberg drei grüne Linden.“ Flagge: Grün-Weiß. |
| Holzmaden                 |        | Pflugschar als Fleckenzeichen benutzt, schon vor 1930 in Siegeln geführt. Wappenfarben im Jahre 1951 festgelegt. Heutige Gestalt des Wappens am 28. Juni 1957 vom Innenministerium bestätigt. Flagge am 20. März 1980 vom Landratsamt Esslingen verliehen: „In Silber (Weiß) unter einer liegenden schwarzen Hirschstange eine gestürzte schwarze Pflugschar.“ Flagge: Schwarz-Weiß. |
| Kohlberg                  |        | Wappen am 25. Juli 1952 von der Landesregierung, Flagge am 11. Juli 1973 vom Innenministerium verliehen: „In geteiltem Schild oben in Blau zwei silberne (weiße) Lilien nebeneinander, unten in Silber (Weiß) ein blauer Rebzweig mit blauer Traube und zwei blauen Blättern.“ Flagge: Weiß-Blau. |
| Köngen                    |        | Glocke in Abdruck eines Siegels aus dem Jahre 1904 nachgewiesen. Wappenfarben im Jahre 1929 festgelegt. Flagge am 17. Januar 1967 vom Innenministerium verliehen: „In Blau eine silberne (weiße) Glocke.“ Flagge: Weiß-Blau. |
| Lenningen                 |        | Wappen und Flagge am 15. August 1977 vom Landratsamt verliehen: „In Blau über einem von Schwarz und Gold (Gelb) mit Teilungen schräg gerauteten Schildfuß ein in Form einer Acht geschlungener silberner (weißer) Lindenzweig, von dem beiderseits je drei silberne (weiße) Blätter ausgehen.“ Flagge: Gelb-Blau. |
| Lichtenwald               |        | Wappen und Flagge am 13. Dezember 1971 vom Innenministerium verliehen: „In Gold (Gelb) über einem grünen Dreiberg eine schräglinks abwärts gerichtete rote Büchel an grünem Stiel mit schräglinks aufwärts weisendem grünem Blatt, gekreuzt mit einer schräg abwärts gerichteten roten Eichel mit grünem Hütchen an grünem Stiel mit schräg aufwärts weisendem grünem Blatt.“ Flagge: Grün-Gelb. |
| Neckartailfingen          |        | Wappen auf 1683 nachgewiesenes Flecken-/Marksteinzeichen zurückführbar, Wappenfarben am 11. Mai 1951 festgelegt. Flagge am 27. Juni 1980 vom Landratsamt Esslingen verliehen: „In Rot ein goldener (gelber) Doppelhaken (umgekehrtes Z mit spitzen Enden und leicht schrägliegendem Schaft).“ Flagge: Gelb-Rot. |
| Neckartenzlingen          |        | Wappen auf seit dem 18. Jahrhundert belegtes Fleckenzeichen zurückführbar, Wappenfarben am 2. Mai 1951 festgelegt. Wappen und Flagge am 25. September 1967 vom Innenministerium verliehen: „In Blau ein goldener (gelber) Doppelhaken (N mit spitzen Enden).“ Flagge: Gelb-Blau. |
| Neidlingen                |        | Wappen am 15. Juni 1953 von der vorläufigen Landesregierung, Flagge am 16. August 1973 vom Innenministerium verliehen: „In geteiltem Schild oben in Silber (Weiß) ein linkshin liegender grüner Eichenzweig mit vier Blättern und drei Eicheln, unten der silberne (weiße) Großbuchstabe N.“ Flagge: Grün-Weiß. |
| Neuhausen auf den Fildern |        | Wappen im Jahre 1930 angenommen. Flagge am 19. April 1967 vom Innenministerium verliehen: „In Silber (Weiß) ein roter Löwe, zwischen den Vorder- und Hinterpranken einen schrägen grünen Ast haltend.“ Flagge: Rot-Weiß. |
| Notzingen                 |        | Wappen auf seit dem 18. Jahrhundert belegtes Gemeindesiegel zurückführbar, in heutigen Farben im Jahre 1951 festgelegt. Wappen und Flagge am 13. November 1973 vom Innenministerium verliehen: „Unter goldenem (gelbem) Schildhaupt, darin eine schwarze Hirschstange, in Blau eine nach oben geöffnete goldene (gelbe) Hafte (gestürzter Kesselrinken), darunter die goldenen (gelben) Großbuchstaben NO.“ Flagge: Gelb-Blau.                                                                              |
| Oberboihingen             |        | Wappen und Flagge am 11. Juli 1973 vom Innenministerium verliehen: „In Silber (Weiß) unter einer liegenden schwarzen Hirschstange ein schwarzer Doppelhaken (schräges Z mit spitzen Enden).“ Flagge: Schwarz-Weiß. |
| Ohmden                    |        | Hufeisen in Schultheißenamtssiegeln seit dem 19. Jahrhundert, Stern vor 1930 hinzugekommen. Wappen und Flagge am 11. Dezember 1973 vom Innenministerium verliehen: „In Gold (Gelb) über einem sechsstrahligen schwarzen Stern ein schwarzes Hufeisen.“ Flagge: Schwarz-Gelb. |
| Reichenbach an der Fils   |        | Wappen mit Pflugschar auf Wappenstein von 1588 am Rathaus nachweisbar, Wappenfarben seit 1930 belegt. Flagge am 9. November 1966 vom Innenministerium verliehen: „Unter goldenem (gelbem) Schildhaupt, darin eine schwarze Hirschstange, in Rot eine silberne (weiße) Pflugschar.“ Flagge: Rot-Gelb. |
| Schlaitdorf               |        | Wappen am 11. November 1935 vom Reichsstatthalter, Flagge am 16. August 1973 vom Innenministerium verliehen: „Unter goldenem (gelbem) Schildhaupt, darin eine schwarze Hirschstange, in Silber (Weiß) ein rotes Herz.“ Flagge: Rot-Weiß. |
| Unterensingen             |        | Wappen im Jahre 1928 eingeführt. Flagge am 11. Juni 1973 vom Innenministerium verliehen: „Unter goldenem (gelben) Schildhaupt, darin eine liegende schwarze Hirschstange, in Blau ein vierspeichiges goldenes (gelbes) Mühlrad mit acht krückenförmigen Schaufeln.“ Flagge: Gelb-Blau. |
| Wolfschlugen              |        | Wappen und Flagge am 20. Januar 1975 vom Innenministerium verliehen: „In Gold (Gelb) ein schwarzer Doppelhaken (‚Wolfsangel‘) in Form eines leicht schrägliegenden Großbuchstabens Z.“ Flagge: Schwarz-Gelb. |